# Sarvisalo (ö i Finland)
Sarvisalo är en ö i Finland. Den ligger i sjön Pyhäjärvi och i kommunerna Kides och Parikkala och landskapen  Norra Karelen och Södra Karelen, i den sydöstra delen av landet, 300 km nordost om huvudstaden Helsingfors. Öns största längd är 6,8 kilometer i sydöst-nordvästlig riktning.